# Kalenborn Kalprotect

Ehemaliges Logo

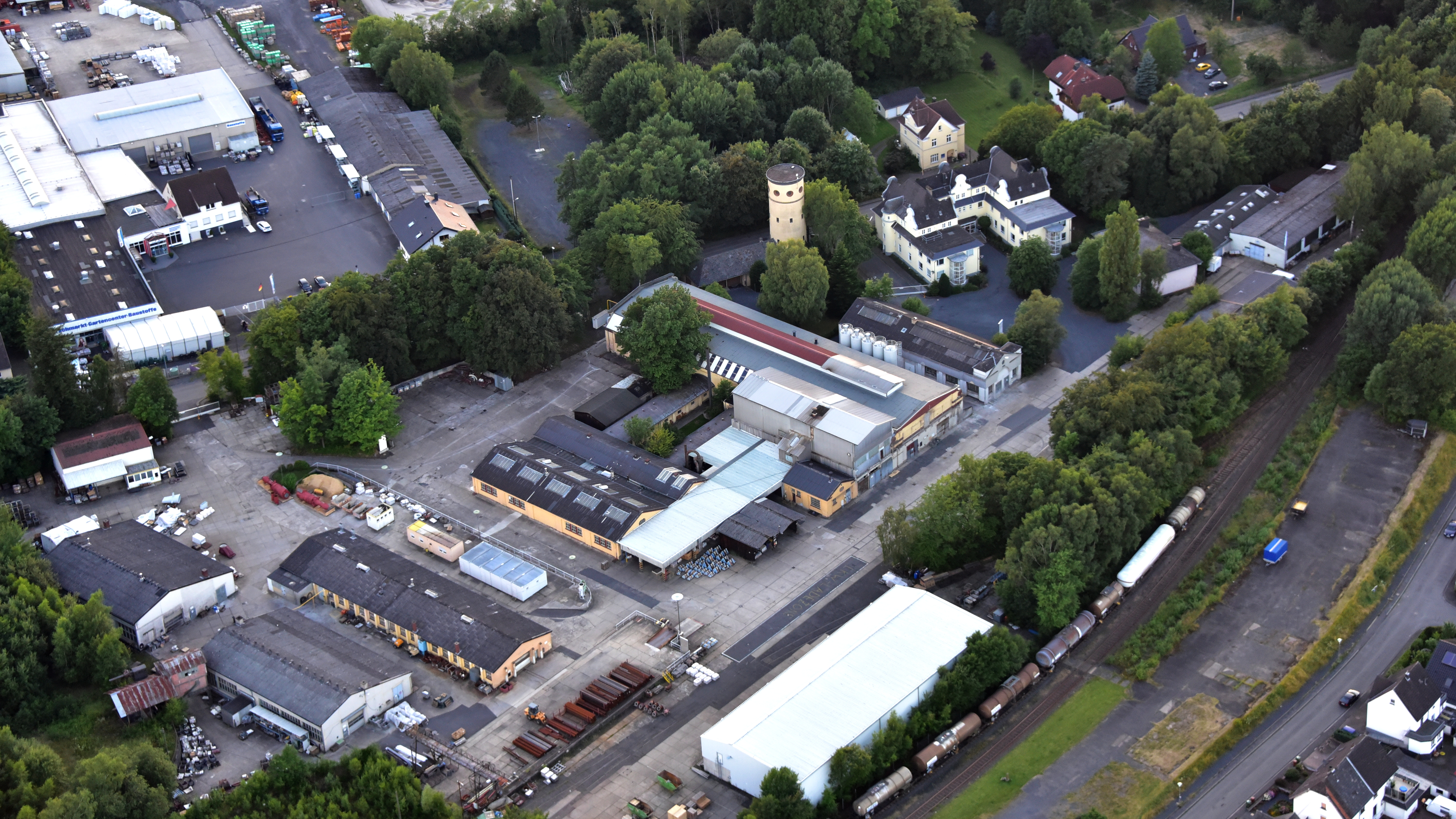
Kalenborn Kalprotect GmbH & Co. KG, Luftaufnahme (2016)

Die Kalenborn Kalprotect GmbH & Co. KG ist eines der weltweit führenden Unternehmen im Bereich des universellen Verschleißschutzes. Der Firmensitz ist Vettelschoß, Deutschland, etwa 30 km südlich von Bonn. Das Unternehmen hat Niederlassungen und Vertretungen in über 50 Ländern. Über das Tochterunternehmen Abresist Corporation in Urbana (Indiana) wird der Vertrieb in den USA und in Kanada organisiert.

## Geschichte
Wegen des Basaltreichtums im Vorderen Westerwald trat die französische Compagnie Générale du Basalte im Jahre 1921 an die Basalt AG in Linz am Rhein mit der Anregung heran, ein gemeinschaftliches Werk zur Erzeugung von Schmelzbasalt zu erbauen. Bereits am 7. September 1921 kam es zur Gründung der Schmelzbasalt AG in Linz mit einem Gesellschaftskapital von 15 Millionen Mark. Die französischen Gesellschafter brachten ihre Patente in das Unternehmen ein, die Basalt AG das Kapital und das Werksgelände. Im Frühjahr 1922 begannen die Vorarbeiten für das Werk im Ortsteil Kalenborn in der Gemeinde Vettelschoß, das nach Plänen des Architekturbüros Mattar & Scheler errichtet wurde. Das Werk war verkehrsgünstig an der seit 1912 existierenden Eisenbahnstrecke Linz (Rhein) – Flammersfeld gelegen, auch waren die Steinbrüche der Basalt AG nicht weit. Im Jahr 1924 begann die Produktion mit Bodenbelagplatten und Isolatoren, 1928 waren in dem Kalenborner Werk 125 Mitarbeiter tätig.:155 Wegen Absatzschwierigkeiten durch die anhaltende Wirtschaftskrise wurde der Produktionsbetrieb am 31. Dezember 1929 wieder stillgelegt.
Im Jahr 1935 wurde in Düsseldorf eine Firma Mezöly, Gesellschaft für Verschleißschutz KG gegründet, diese pachtete die gesamten Werkanlagen von der Schmelzbasalt AG und nahm dort 1936 den Betrieb wieder auf. Aufgrund interner Auseinandersetzungen in der Geschäftsführung schieden 1937 zwei Geschäftsführer aus, die Firma wurde umbenannt in Schmelzbasaltwerk Kalenborn – Dr.-Ing. Mauritz KG und der Sitz nach Kalenborn verlegt. Mauritz kaufte 1942 die Werkanlagen von der Basalt AG. 1942 wurde ein zweiter Schmelzofen in Betrieb genommen, 1944 erreichte die Produktion von Schmelzbasalt – das im Zweiten Weltkrieg in der Industrie vielfach Eisen und Stahl ersetzte – im Kalenborner Werk ihren Höchststand.:160/161 Mit dem Vorstoß der US-Amerikaner über den Rhein kamen die Arbeiten 1945 zum Erliegen, 1946 konnte die Produktion wieder aufgenommen werden. Eine Statistik zeigt, dass im Jahr 1955 über 7.000 t Schmelzbasalterzeugnisse produziert wurden.
Bis etwa 1960 wurde der Rohbasalt über ein Werkbahnsystem der Basalt AG von den nahe liegenden Basaltbrüchen zum Werk transportiert, der Transport der fertigen Produkte erfolgte bis 1995 mit der Deutschen Bundesbahn bzw. der Deutschen Bahn AG.
Nachdem neben Schmelzbasalt zunehmend neue, belastbarere Werkstoffe und -kombinationen aus mineralischen, metallischen und elastomeren Stoffen hergestellt wurden, erfolgte 1990 die Umbenennung des Unternehmens in Kalenborn Kalprotect – Dr. Mauritz GmbH & Co. KG. 2000 wurde am Standort Kalenborn die Produktion von Schmelzbasalt eingestellt und in polnische Tochterfirmen verlagert. Im Juli 2007 kam es erneut zu einer Umfirmierung der Unternehmung in Kalenborn Kalprotect GmbH & Co. KG.

## Produkte
Das Produktspektrum umfasst gleichermaßen Werkstoffe des mineralischen und keramischen Verschleißschutzes, des metallischen Verschleißschutzes sowie auch Werkstoffe aus Gummi und Kunststoff. 
- Schmelzbasalt, ein mineralischer Verschleißschutz auf Basis von Basalt für Anlagenteile
- Zirkonkorund, ein gegossener Werkstoff aus Aluminium- und Zirkonoxid für Anlagenteile
- Oxidkeramik für Anlagenteile mit extremem Verschleiß und Temperatur-Beanspruchungen
- Siliziumkarbidkeramik für Anlagenteile, in denen neben extremen Verschleiß-Beanspruchungen auch hohe Temperaturen oder Temperaturwechsel-Beanspruchungen auftreten
- Hartkeramik für Anlagenteile mit mäßiger Verschleiß-Beanspruchung
- Metallischer Verschleißschutz in verschiedenen Qualitäten, die neben Abrasion auch hohen Prallverschleiß-Beanspruchungen widerstehen können
- Zementgebundene Auskleidungsmassen zum fugenlosen Schutz von Anlagenteilen, in denen Verschleiß- bzw. hohe Temperaturbeanspruchungen auftreten
- Gleitkunststoff mit außerordentlich guten, materialspezifische Gleiteigenschaften
- Gleitstahl verfügt zusätzlich über eine gute Verschleißfestigkeit bei abrasivem Fördergut

Betroffene Industriebranchen sind insbesondere die Zementindustrie, kohlegefeuerte Kraftwerke, die Eisen- und Stahlindustrie sowie andere Werke der Grundstoffindustrie.